# مطلقات صغيرات (مسلسل)
مطلقات صغيرات، مسلسل كويتي، ناقش كثرة حالات طلاق الفتيات وأسباب ذلك القوانين الي لا تنصف المرأة الكويتية، عُرض في 10 يوليو 2013.

## الممثلون
من تمثيل بعض من ممثلي الخليج العربي وهم: 
- شهد الكويتية بدور عائشة
- عبد الإمام عبد الله بدور زوج عائشة
- أمل العوضي بدور سارة
- أحمد إيراج بدور صقر
- هنادي الكندري بدور فاطمة
- عبد الله بهمن بدور عبد الله زوج فاطمة
- ملاك بدور مريم
- غادة الزدجالي بدور رهام
- عبد الله الطليحي بدور أخو عائشة
- أمل محمد بدور أم سارة وصقر
- سلمى سالم بدور زوجة أخ فاطمة
- أحمد السعدون بدور علي ولد زوج عائشة
- سارة البلوشي بدور بنت فاطة
- إبراهيم الزدجالي بدور أخو فاطمة